# الاکلنگ دونفره
الاکلنگ دونفره (انگلیسی: Two for the Seesaw) یک فیلم درام عاشقانه به کارگردانی رابرت وایز است که در سال ۱۹۶۲ منتشر شد. از بازیگران آن می‌توان به رابرت میچام، شرلی مک‌لین و الیزابت فریزر اشاره کرد.